# Universitatea Wesleyană din Ohio

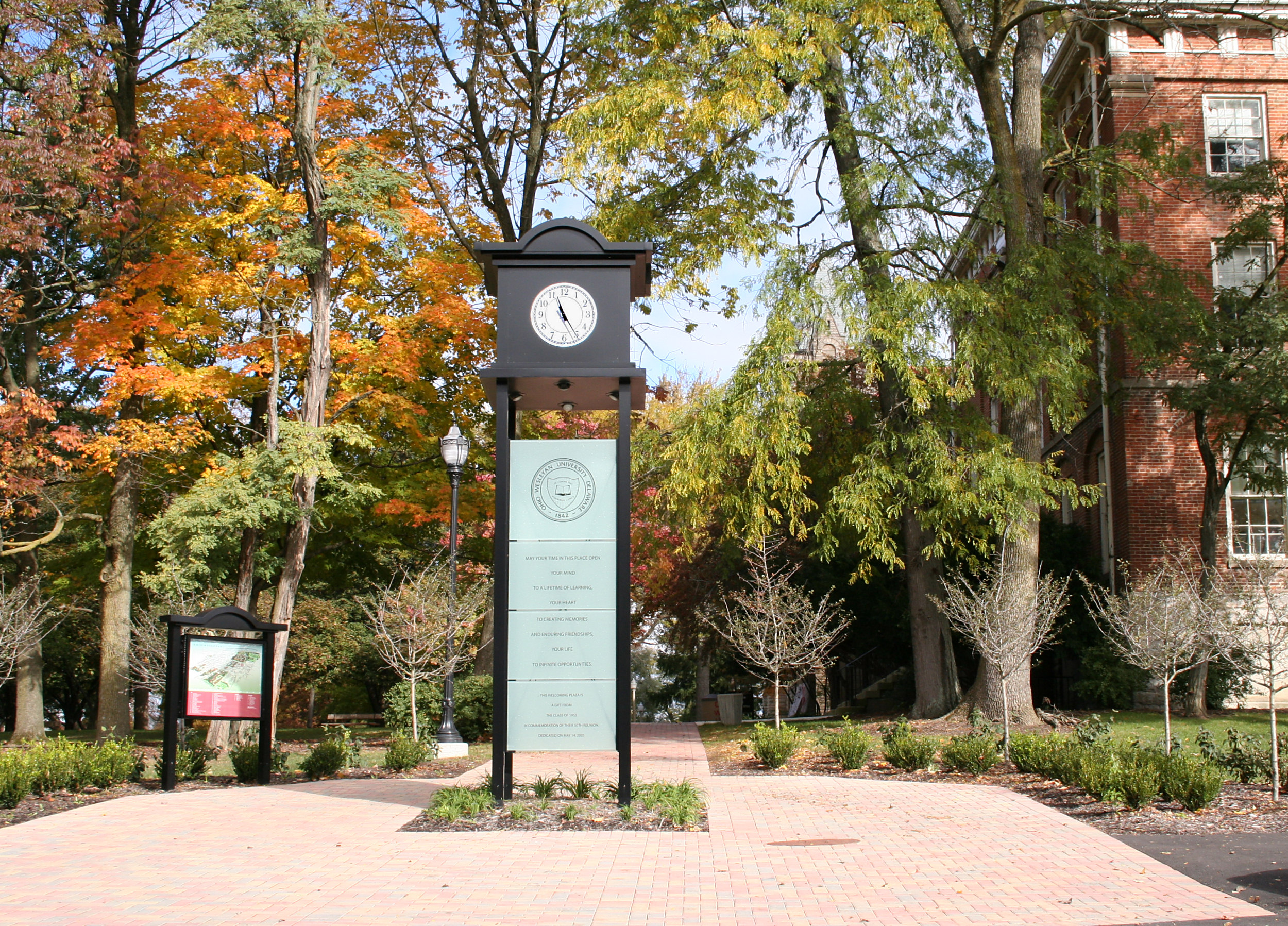
Universitatea Wesleyană

Universitatea Wesleyană din Ohio este o universitate privată, aflată în orașul Delaware, statul Ohio, Statele Unite. A fost întemeiată la 8 septembrie 1844.